# II Festiwal Polskich Sztuk Współczesnych
II Festiwal Polskich Sztuk Współczesnych - odbył się w dniach 16-20 maja 2007 roku w Gdyni.

## Jury
- Jan Ciechowicz - przewodniczący
- Mariusz Grzegorzek
- Tadeusz Nyczek
- Jacek Sieradzki
- Michał Walczak

## Spektakle
R@port z Różewicza
- Kartoteka - Tadeusz Różewicz (Teatr Narodowy w Warszawie)
- Odchodzi - Tadeusz Różewicz (Scena Plastyczna KUL w Lublinie)
- Do piachu - Tadeusz Różewicz (Teatr Provisorium / Kompania "Teatr" w Lublinie)
- Stara kobieta wysiaduje - Tadeusz Różewicz (Teatr Studio am Salzufer i Szkoła Aktorska TRANSform w Berlinie

Spektakle konkursowe
- Osobisty Jezus - Przemysław Wojcieszek (Teatr im. Modrzejewskiej w Legnicy)
- Matka cierpiąca - Tomasz Kaczmarek (Laboratorium Dramatu w Warszawie)
- Bomba - Maciej Kowalewski (Teatr ATA - INT LTD sp. Kowalewski - Nazaruk)
- Koronacja - Marek Modzelewski (Laboratorium Dramatu w Warszawie)
- Dwoje biednych Rumunów mówiących po polsku - Dorota Masłowska (Teatr Rozmaitości w Warszawie)
- Spalenie matki - Paweł Sala (Teatr Wybrzeże w Gdańsku)
- Bóg Niżyński - Piotr Tomaszuk (Teatr Wierszalin w Supraślu)
- Kompozycja w słońcu - Ingmar Villqist (Teatr Miejski im. Witolda Gombrowicza w Gdyni)
- Twój, twoja, twoje... - Przemysław Nowakowski Teatr Polski w Poznaniu
- Dziady. Ekshumacja. według "Dziadów" Adama Mickiewicza - Paweł Demirski (Teatr Polski we Wrocławiu)